# جون جاي فالنتاين سينيور
جون جاي فالنتاين سينيور (بالإنجليزية: John J. Valentine, Sr.)‏ هو شخصية أعمال أمريكي، ولد في 12 نوفمبر 1840 في بولينغ غرين في الولايات المتحدة، وتوفي في 21 ديسمبر 1901 في أوكلاند في الولايات المتحدة.